# Casa do Baile
Parte do Conjunto Arquitetônico da Pampulha, a Casa do Baile foi reaberta em dezembro de 2002, transformando-se em Centro de Referência de Urbanismo, Arquitetura e do Design, ligado à Fundação Municipal de Cultura que por sua vez é ligada à Prefeitura de Belo Horizonte.
A proposta deste centro é a de organizar, documentar e valorizar tanto os espaços construídos e simbólicos da cidade quanto objetos que se tornaram referência na vida cotidiana de nossa sociedade. Para tanto, o acesso democrático às informações relativas ao urbanismo, arquitetura e design torna-se fundamental para a valorização da identidade social dos belo-horizontinos.
A Casa recebe exposições temporárias, e divulga publicações, desenvolve seminários, encontros e outros eventos relacionados às áreas pertinentes à Casa. Possui um salão de 255 m², um auditório de 53 lugares com recursos multimídia, salas de apoio administrativo, ilha digital com os acervos documentais disponíveis a pesquisadores e ao público em geral.

## História

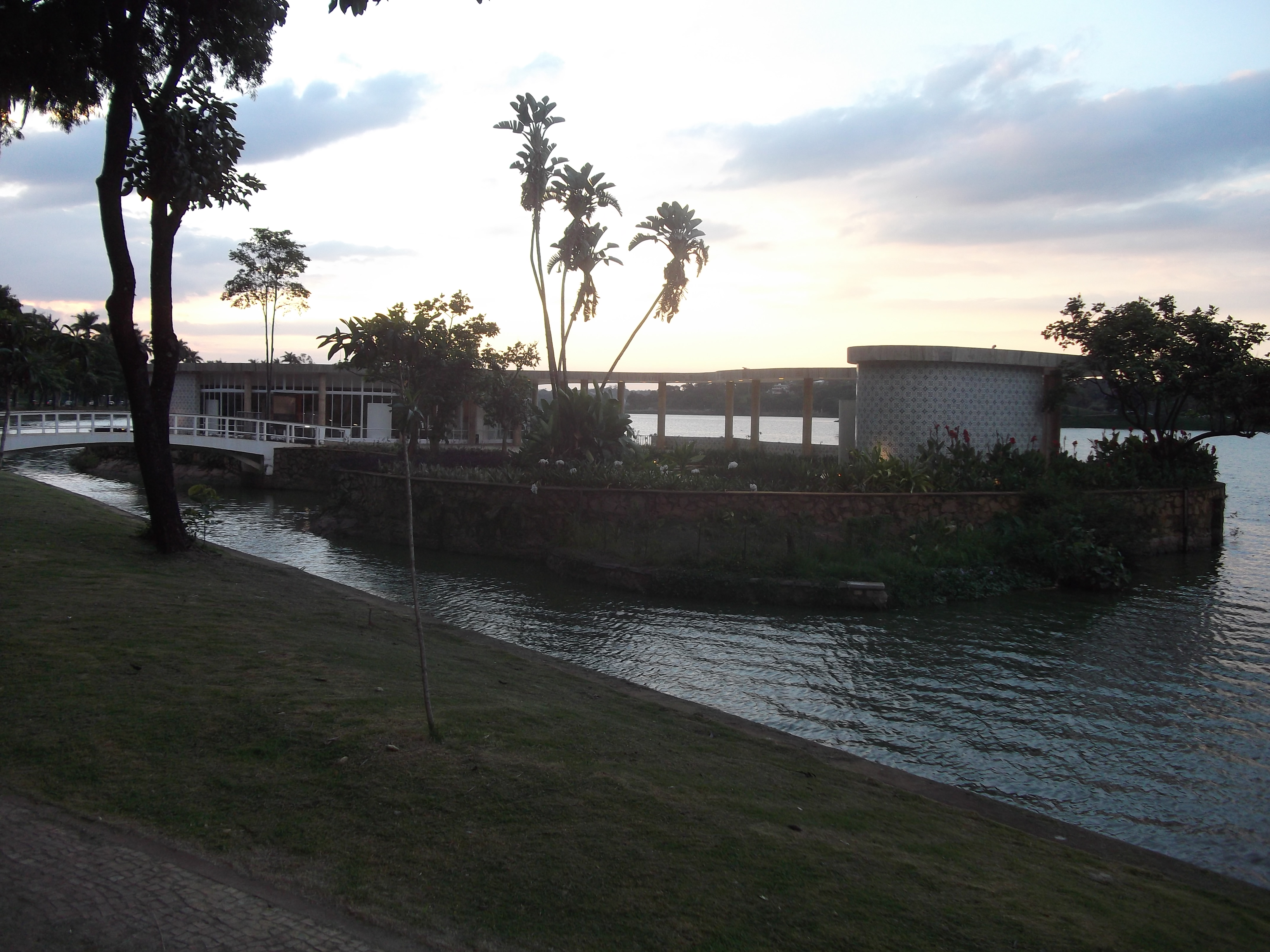
Casa do Baile em novembro de 2014.

A Casa do Baile foi inaugurada em 1943 para abrigar um pequeno restaurante, um salão com mesas, pista de dança, cozinhas e toaletes. Situada numa pequena ilha artificial ligada por uma pequena ponte de concreto à orla. Com a finalidade de criar na Pampulha um centro de reuniões populares, a Prefeitura fez o edifício do Baile, local destinado às diversões havendo, portanto, duas finalidades na execução desta obra – a de valorização artística da Pampulha e a função social, como diversão para o povo.
Como espaço de lazer e entretenimento nas noites belo-horizontinas, a Casa do Baile logo se tornou palco de atividades musicais e dançantes frequentada pela sociedade mineira. A proibição do jogo em 1946, resultou no fechamento do Cassino, atual Museu de Arte da Pampulha - MAP, refletindo sobre a vizinha Casa do Baile, que também foi obrigada a encerrar suas atividades em 1948.
A partir desta data, sob a administração da Prefeitura, o espaço foi utilizado para variados fins comerciais. Nos anos 80, funcionou como anexo do Museu de Arte da Pampulha, restaurante e acabou novamente fechada.
Como reconhecimento de sua importância para a identidade cultural do país, a edificação mereceu o tombamento em esfera federal, estadual e municipal.
Em 2002 a Casa do Baile foi reaberta após sua restauração, realizada sob a coordenação do próprio Oscar Niemeyer com novos sistemas de climatização e iluminação. Seus jardins também passaram por um processo de revitalização obedecendo à intenção paisagística da proposta original de Burle Marx. Desde então, vem funcionando como um Centro de Referência de Arquitetura, Urbanismo e Design.

## Projeto Arquitetônico
Referência da moderna arquitetura brasileira, seu projeto original e seu paisagismo foram concebidos por Oscar Niemeyer e Roberto Burle Marx, respectivamente.
O projeto arquitetônico e paisagístico propunha uma integração total com o ambiente da lagoa. Niemeyer afirma ter sido o projeto com o qual ele se ocupou das curvas - sua marca registrada - com mais desenvoltura. A planta da Casa do Baile se desenvolve a partir de duas circunferências que se tangenciam internamente. Delas desprende-se uma marquise sinuosa que provoca o olhar e não deixa de incitar a comparação com as curvas das margens da represa. Esta marquise é suportada por colunas que também contornam todo o volume circular e morre em outro pequeno volume de forma ameboide. À frente deste, há um pequeno palco circular cercado por um lago também de forma de ameba. O projeto estrutural é de autoria do engenheiro Albino Froufe.
| “ | Eu fiz a marquise da Casa do Baile em curva, que às vezes explicava, dizendo para melhor me fazer entendido, que elas seguiam as curvas da ilha, mas na verdade era o elemento plástico da curva que me interessava. | ” |

## Visitação
A Casa do Baile está aberta à visitação oferecendo diversos tipos de visitas guiadas:

### Visitas Monitoradas de Escolas e Grupos
Visitas à Casa do Baile com palestra de apresentação da história da orla da lagoa da Pampulha e seus pontos turísticos com foco na casa do Baile.

### Visitas Técnicas
Vista voltada ao público universitário e profissionais de urbanismo, arquitetura e design. Essa consulta informa a metodologia utilizada no acervo digital, bem como o acesso às informações da restauração da casa e outras informações mais específicas, que são mais especializadas. Essas visitas são sempre coordenadas por um arquiteto ou um historiador e prevê o acesso aos locais administrativos.

### Visita virtual à lagoa da Pampulha
Visita à lagoa da Pampulha através da maquete virtual lançada em dezembro de 2005. O programa pode ser acessado através de um computador na Casa do Baile e está aberto ao público em geral. A navegação na maquete permite uma visita completa à lagoa da Pampulha, seus equipamentos, bairros do entorno e outras construções de valor arquitetônico e histórico, além de informações históricas e uma linha cronológica da construção da barragem até os dias atuais.